# 立川裕大
立川 裕大（たちかわ ゆうだい、1965年9月27日 - ）は、日本の実業家・伝統技術ディレクター。株式会社 t.c.k.w代表取締役。

## 人物
長崎県生まれ。長崎県立諫早高等学校、甲南大学卒業。オーダーメイドの伝統工芸プロジェクト「ubushina」を立ち上げ、日本の伝統技術を先鋭的なインテリアに仕立てるというスタイルを確立。空間に応じた家具・照明器具・アートオブジェなどを一点物として仕立ててきた。「東京スカイツリー」「パレスホテル東京」「伊勢丹新宿店」など、日本各地の職人と長年にわたって切磋琢磨しながらものづくりの現場を共にし、2016年、伝統工芸の世界で革新的な試みをする個人団体に贈られる三井ゴールデン匠賞を受賞。その実績を引き継ぎ、2023年、オートクチュールからプレタポルテへ。日本の技の粋を集めたプロダクトブランド「AMUAMI」をリリース。地域社会や環境と調和しながら、日本の職人の仕事を世界に届けている。

## 受賞歴
- 2016年 三井ゴールデン匠賞[3]

## 主な仕事
- ubushina
- AMUAMI
- 能作
- CLASKA
- 東京スカイツリー